# Верније
Верније (фр. Vernier) је град у средишњој Швајцарској. Верније је други по величини град у оквиру Кантона Женева, али је суштински предграђе главног града кантона, Женеве. Верније је и једно од највећих предграђа у држави.

## Природне одлике
Верније се налази у крајње југозападном делу Швајцарске, на самој граници са Француском - граница се налази на свега 3 км западно од града. Од најближег већег града, Женеве град је удаљен 3 км западно, па је градско предграђе.
Рељеф: Верније је смештен у долини реке Роне, која код насеља прави велику окуку. Град се налази на у заталасаном подручју, на приближно 440 метара надморске висине.
Клима: У Вернијеу влада умерено континентална клима.
Воде: Кроз Верније протиче река Рона.

## Историја
Подручје Вернијеа је било насељено још у време праисторије (Келти) и Старог Рима, али није имало изразитији значај.
До 1815. године насеље је било у саставу Француске, да би исте године припало Швајцарској конфедерацији. До почетка 20. века насеље је било село, да се нагло почело развијати са ширењем градског подручја Женеве.

## Становништво
2012. године Верније је имао око 34.000 становника. Од тог броја 43,8% су страни држављани.
Језик: Швајцарски Французи чине већину града и француски језик преовлађује у граду (73,6%). Међутим, градско становништво је током протеклих неколико деценија постало веома шаролико, па се на улицама града чују бројни други језици. Тако се данас ту могу чути и португалски (5,4%), италијански (4,9%), немачки (2,7%) и други језици.
Вероисповест: Месно становништво је од 15. века протестантске вере. Међутим, последњих деценија у граду се знатно повећао удео других вера. Данас су грађани у највећем броју римокатолици (42,8%), али ту живе и мањински протестанти (13,3%), атеисти (11,1%), муслимани (8,0%), и православци (1,4%).